# René Pedroli
René Pedroli (Charleroi, Bèlgica, 19 de juliol de 1914 - Montignies-sur-Sambre, 17 de juliol de 1986) va ser un ciclista suís que fou professional entre 1935 i 1942. Combinà el ciclisme en ruta amb el ciclocròs. En el seu palmarès destaca una victòria d'etapa al Tour de França de 1937.

## Palmarès
- 1934
  - Campió d'Hainaut de ciclocròs
- 1937
  - Vencedor d'una etapa al Tour de França
  - 4t a la Lieja-Bastogne-Lieja

### Resultats al Tour de França
- 1937. 39è de la classificació general. Vencedor d'una etapa
- 1938. Abandona (8a etapa)
- 1939. 44è de la classificació general